# Denis Westhoff
Denis Westhoff, né le 27 juin 1962,, est un photographe français. Il est le fils du mannequin américain Bob Westhoff et de l'écrivaine Françoise Sagan.

## Biographie
À la fin des années 2000, Denis Westhoff intente un procès aux éditions Julliard auxquelles il reproche de ne pas avoir respecté l'obligation d'exploitation permanente et suivie des ouvrages de sa mère. Il confie alors aux éditions Stock les écrits de Françoise Sagan publiés dans les années 1970 et 1980.
En 2008, il collabore au film Sagan, réalisé par Diane Kurys, en tant que conseiller artistique.
En 2010, il crée le prix Françoise-Sagan.
En 2011, il fonde l'Association Françoise Sagan.
Il publie, en 2012, Sagan et fils, chez Stock,,,,,,,.
Il gère l'œuvre de sa mère et les dettes, à hauteur d'un million d'euros en 2012, qu'elle lui a laissées : « J'aurais pu refuser la succession mais la seule idée que les droits sur son œuvre allaient être vendus aux enchères par l'État m'était insupportable. »